# Église Saint-Pierre de Montrouge
Pour les articles homonymes, voir Église Saint-Pierre.
L'église Saint-Pierre-de-Montrouge est une église paroissiale construite dans la deuxième moitié du XIXe siècle sur les plans d'Émile Vaudremer au 82, avenue du Général-Leclerc dans le 14e arrondissement de Paris (quartier du Petit-Montrouge).
L'édifice appartient au style style néo-roman. Il a été inscrit aux monuments historiques par un arrêté du 12 juillet 1982.
Il occupe un terrain triangulaire situé à l'intersection de deux voies importantes du quartier du Petit-Montrouge : l'avenue du Maine et l'avenue du Général-Leclerc. Son clocher-porche fait face au carrefour central de ce quartier, la place Victor-et-Hélène-Basch.
Ce site est desservi par la station de métro Alésia.

## Historique
Au XIXe siècle, les paroissiens du Petit-Montrouge ne disposaient que d’une salle dans une annexe de l’imprimerie de l’abbé Migne (chaussée du Maine) et de la chapelle de l’hospice La Rochefoucauld. Le 13 décembre 1846, il est décidé de construire une succursale de la paroisse Saint-Jacques-le-Majeur de Montrouge.

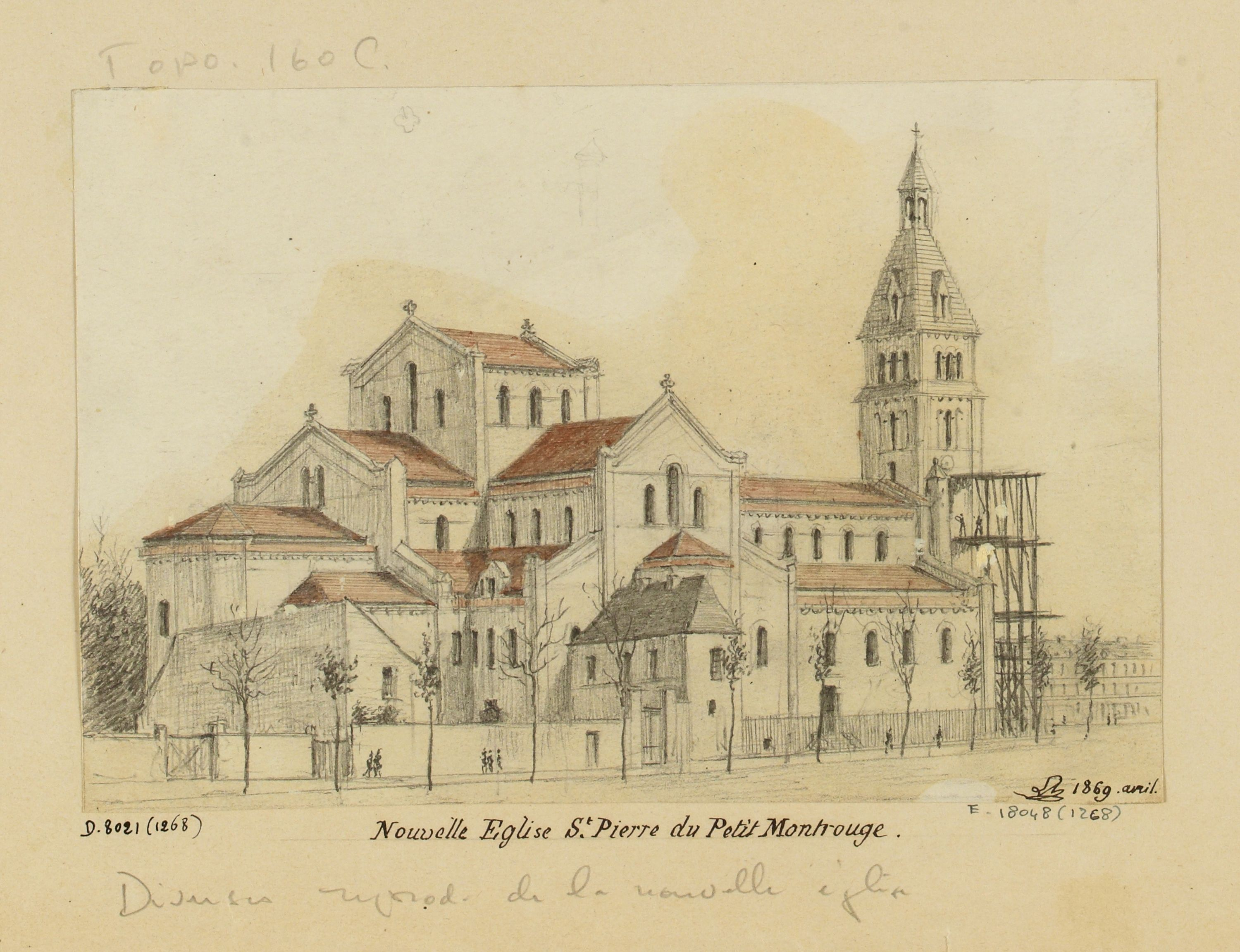
Dessin de Léon Leymonnerye montrant l'église en avril 1869.

À la suite d'une ordonnance royale, une première église Saint-Pierre-de-Montrouge a été inaugurée en décembre 1847, à l'angle de la rue d'Amboise (actuelle rue Thibaud) et du passage Rimbaud, sous la conduite de l'abbé Comte nommé par l'archevêque de Paris.
L'église Saint-Pierre-de-Montrouge actuelle, bâtie de 1863 à 1869 a été mise en chantier dans le cadre des travaux haussmanniens et plus particulièrement de l'aménagement du nouveau quartier du Petit-Montrouge issu d'un ancien écart de la commune de Montrouge, annexé à Paris en 1860.
Le terrain choisi au nord de l'ancien carrefour des Quatre-Chemins, point de convergence de la chaussée du Maine, de la route d'Orléans et des avenues de Châtillon et de Montrouge était à proximité de la première petite église paroissiale de 1847, devenue trop exiguë. 
Ce triangle était occupé par une plantation d’arbres disposés en quinconce, dont un arbre de la liberté planté en vertu du conseil municipal de Montrouge, le 23 mars 1848. 
Émile Vaudremer (1829-1914), architecte de la ville de Paris, fut chargé de la construction pour laquelle il s'est librement inspiré des premières basiliques chrétiennes et d'églises romanes.
En avril 2022, le groupe paroissial privé "Féminisme en Église" est exclu de la paroisse Saint-Pierre de Montrouge après avoir organisé une « messe inclusive » sans autorisation.

## Plan d'ensemble

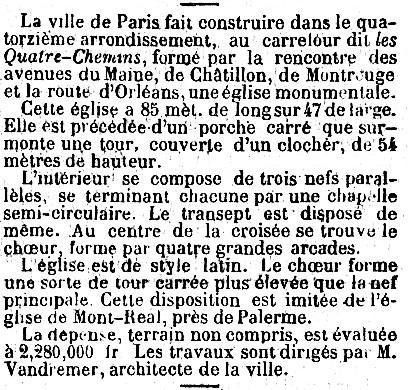
Le Petit Journal, 10 février 1864.

L'église est en meulière sur un lit de béton. À la pointe du triangle, se situe un portail en plein cintre, de style néo-roman, surmonté d'un clocher. Tandis que le fond du terrain, plus spacieux, accueille le sanctuaire.
L'église est de plan basilical, à une nef, séparée de deux bas-côtés par des arcades aux chapiteaux corinthiens.
La partie orientale est très développée, avec un large transept flanqué d'absidioles et d'une chapelle encadrée par deux autres plus petites en prolongation du grand axe longitudinal.
La croisée du transept est précédée d'un grand arc triomphal en plein cintre ; elle est occupée par un ciborium et surmontée d'une tour-lanterne.
L'église est éclairée en partie haute par de grandes fenêtres et couverte non de voûtes mais d'une charpente en bois à caissons et peinte.

## Iconographie

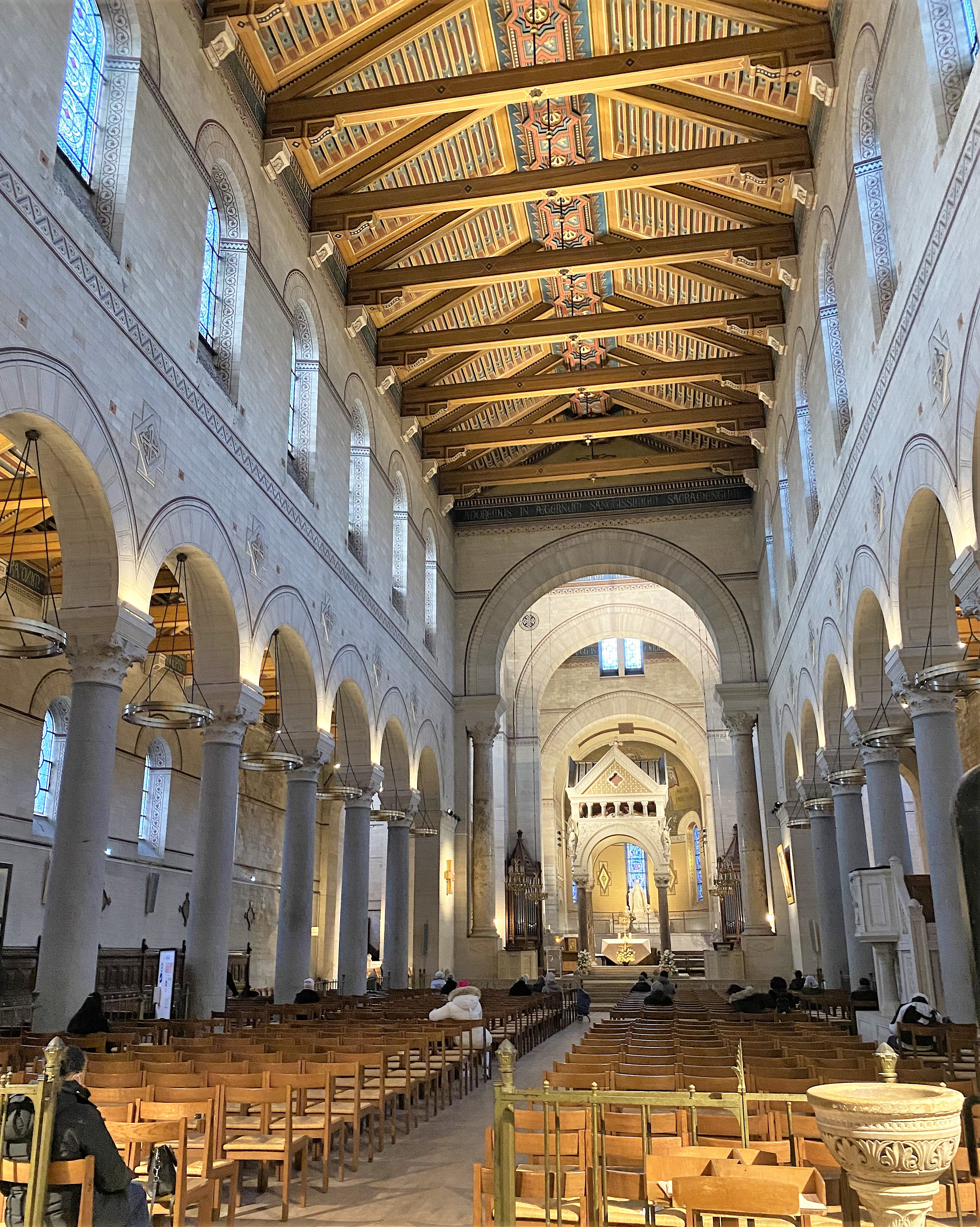
L'intérieur

L'entrée est encadrée à l'ouest par les fonts baptismaux et à l'est par la statue de saint Pierre avec le fameux mot de Jésus : Tu es Petrus et super hanc petram ædificabo ecclesiam meam (« Tu es Pierre et sur cette pierre je bâtirai mon église »).
Les coupoles mettent en scène Jésus-Christ dans la chapelle d'axe, encadré par son père saint Joseph dans l'aile est du transept et son disciple bien-aimé saint Jean dans l'aile ouest.
Autres quatre coins de la croisée du transept figurent des statues :
- côté est, deux saints de l'histoire de France :
  - saint Louis
  - sainte Jeanne d'Arc
- côté ouest, deux saints de l'histoire parisienne :
  - saint Denis, premier évêque de Lutèce et martyr
  - sainte Geneviève qui galvanisa à plusieurs reprises les parisiens lors d'invasions, notamment celle des Huns conduits par Attila

Les dessins des fresques de l'abside et du tympan sont d'Eugène Capelle, les vitraux de Gaspard Gsell et Émile Laurent.

## Plaques commémoratives
Elles retracent l'histoire de la paroisse.
L'une d'elles rend hommage au curé Pierre Alfred Carton fondateur de l'hospice Notre-Dame de Bon Secours, hôpital reconnu d'utilité publique en 1923 et fusionné en 2006 avec l'hôpital Saint-Joseph. Depuis 1921, l'association Notre-Dame de Bon Secours, regroupant religieux et laïcs, participe à la gestion de ses activités.
À gauche de la chapelle axiale, une plaque datée du 21 janvier 1870 exprime la reconnaissance de la paroisse à la Vierge pour avoir préservé l'église des bombardements prussiens lors du siège de Paris (1870-1871).
À droite, une plaque datée du 24 mai 1871 est un autre hommage de piété filiale à la Vierge, le curé et ses paroissiens se remettant sous sa protection lors de la reprise du culte à l'issue de la Commune de Paris (1871). L'église était devenue le siège d'un club révolutionnaire et avait été fermée.
D'autres plaques rendent grâce à Notre-Dame de Bon Secours à l'issue de la Première Guerre mondiale pour avoir épargné l'église des bombardements  et les fidèles de la paroisse, notamment les hommes en âge de combattre.

## L'orgue
L'orgue de tribune a été construit en 1868 par Barker et a subi des interventions par Joseph Merklin en 1892, Gutschenritter en 1917, 1924 et 1935,  et Beuchet-Debierre en 1951. Les transmissions sont électriques.

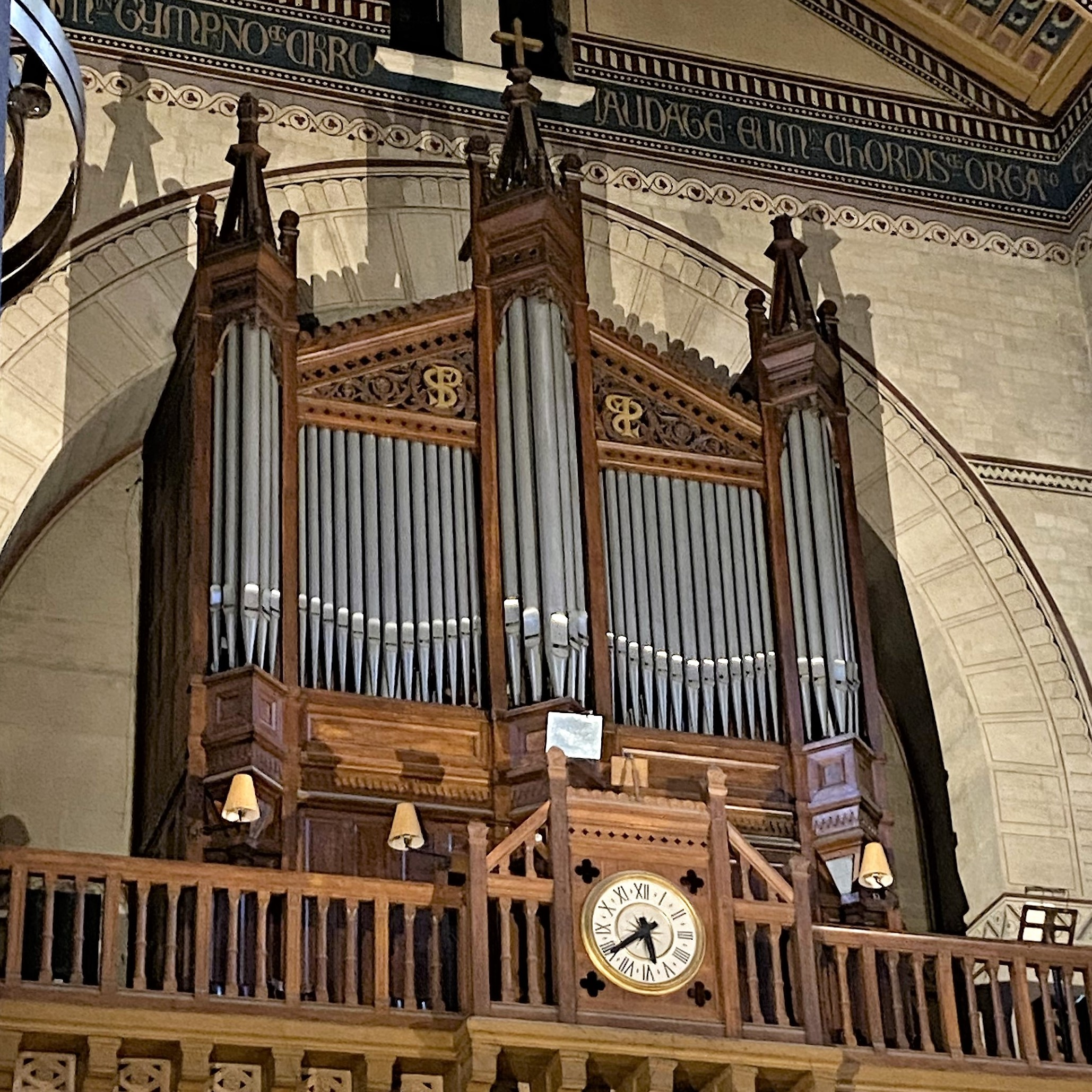
L'orgue de tribune.

Composition
| Grand-Orgue 56 notes    |
| Bourdon 16'             |
| Montre 8'               |
| Bourdon 8'              |
| Flûte harmonique 8'     |
| Principal-Quinte 5' 1/3 |
| Prestant 4'             |
| Flûte conique 4'        |
| Doublette 2'            |
| Plein-jeu V             |
| Cornet V                |
| Bombarde 16'            |
| Trompette 8'            |
| Clairon 4'              |

| Positif 56 notes    |
| Bourdon 8'          |
| Principal 8'        |
| Prestant italien 4' |
| Doublette 2'        |
| Sesquialtera II     |
| Cymbale III         |
| Trompette 8'        |
| Cromorne 8'         |

| Récit expressif 56 notes |
| Bourdon 8'               |
| Flûte creuse 8'          |
| Gambe 8'                 |
| Voix céleste 8'          |
| Flûte douce 4'           |
| Nasard 2' 2/3            |
| Flageolet 2'             |
| Tierce 1' 3/5            |
| Plein-jeu IV             |
| Basson 16'               |
| Trompette harmonique 8'  |
| Basson-hautbois 8'       |
| Voix humaine 8'          |
| Clairon 4'               |

| Pédale 30 notes |
| Soubasse 32'    |
| Soubasse 16'    |
| Flûte 16'       |
| Flûte 8'        |
| Flûte 4'        |
| Bombarde 16'    |
| Trompette 8'    |
| Clairon 4'      |

## Curés
- 1866-1867 : Édouard Frédéric Letellier
- 1868-1887[7] : Pierre Alfred Marie Carton († 1887), dit l'abbé Carton
- 1887-1896 : Joseph Bernard Gabriel Rataud, nommé ensuite à l'église Notre-Dame-des-Victoires
- 1897 : Hippolyte Marie Adolphe Bleriot [8]

## Galerie

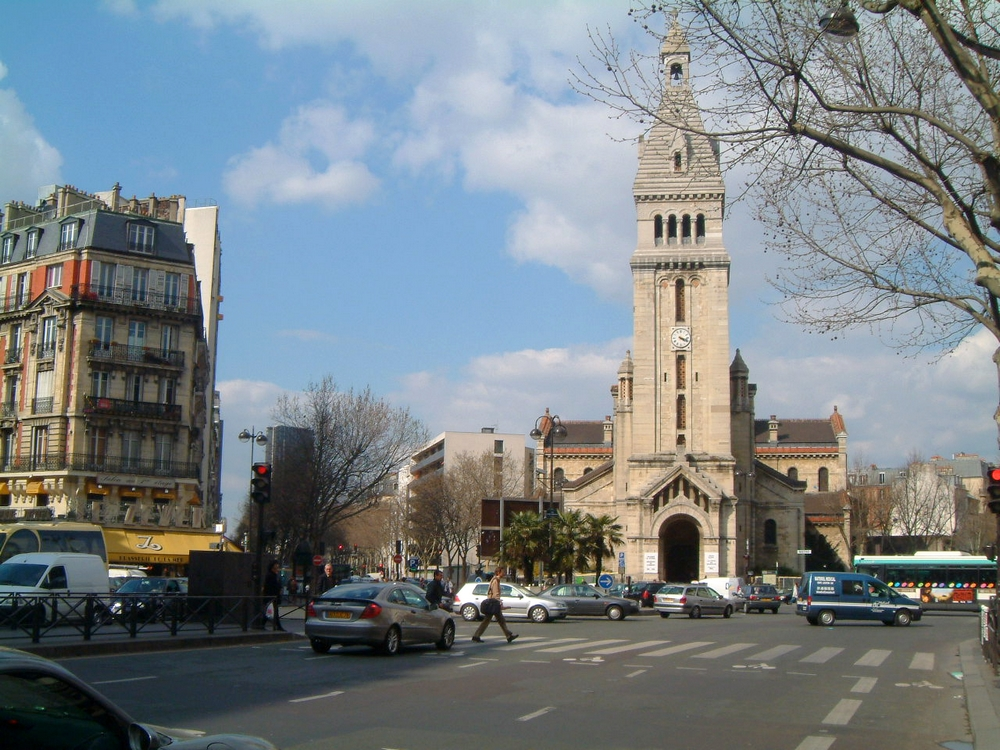
Vue d'ensemble avec la place Victor-et-Hélène-Basch.
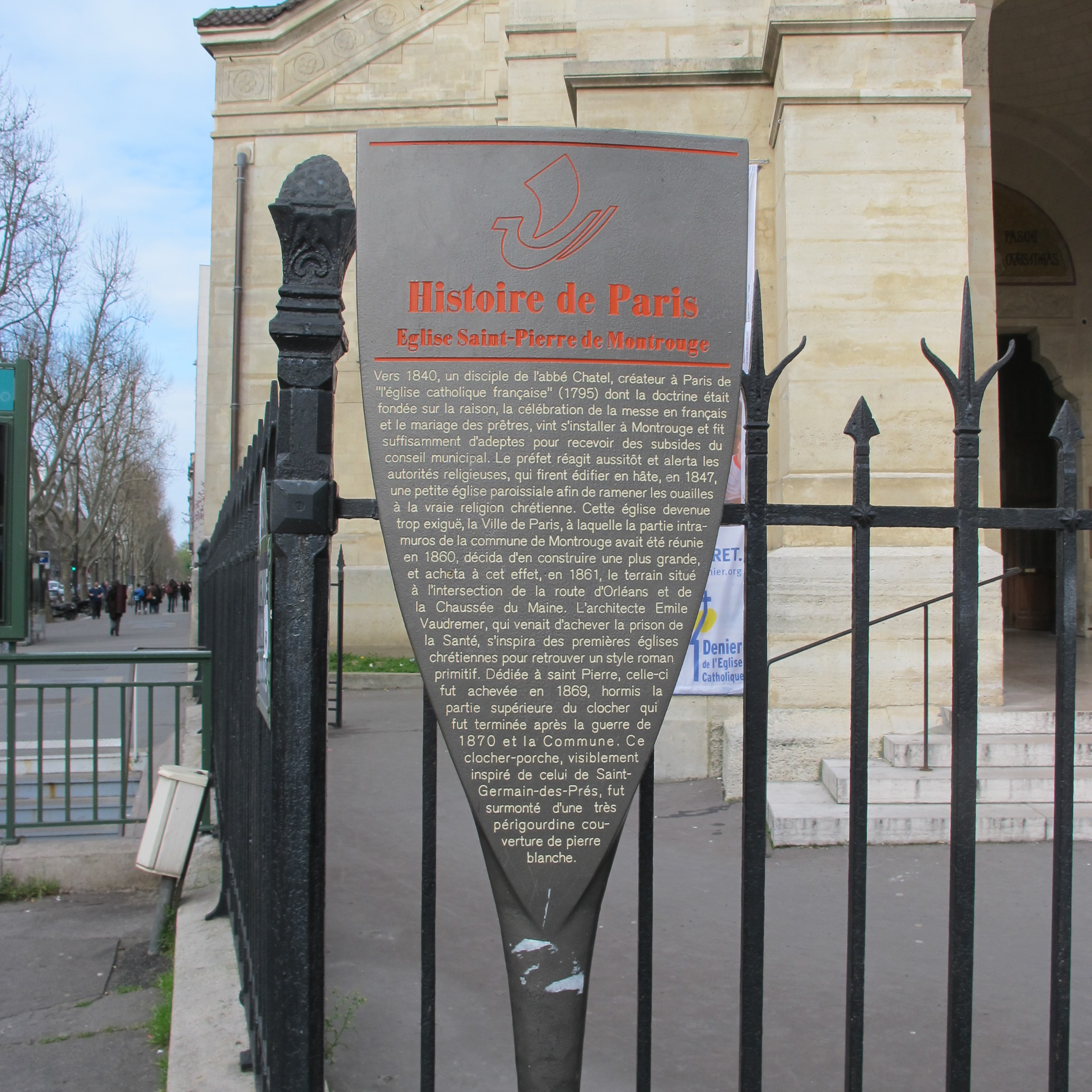
Panneau Histoire de Paris.
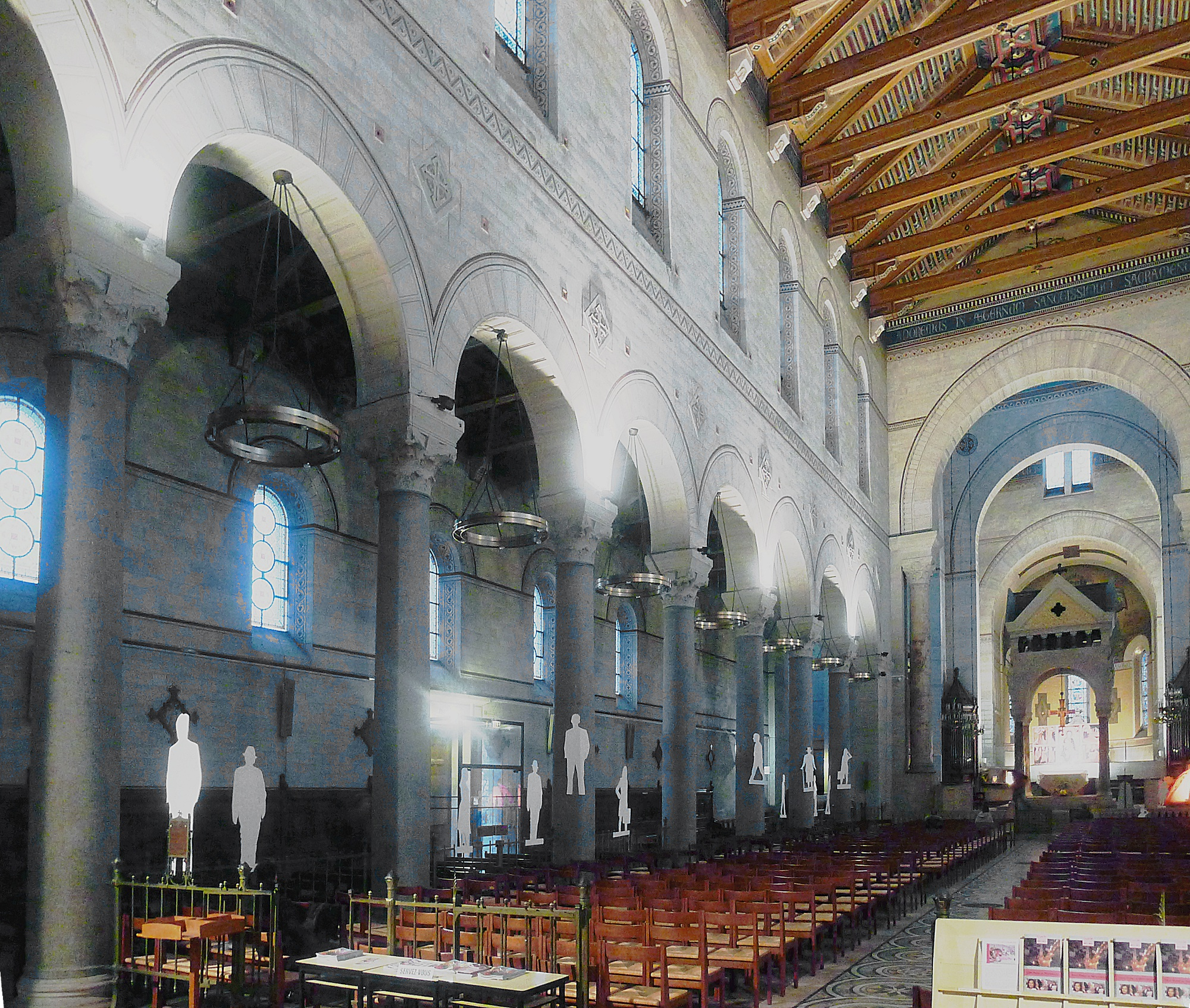
La nef.
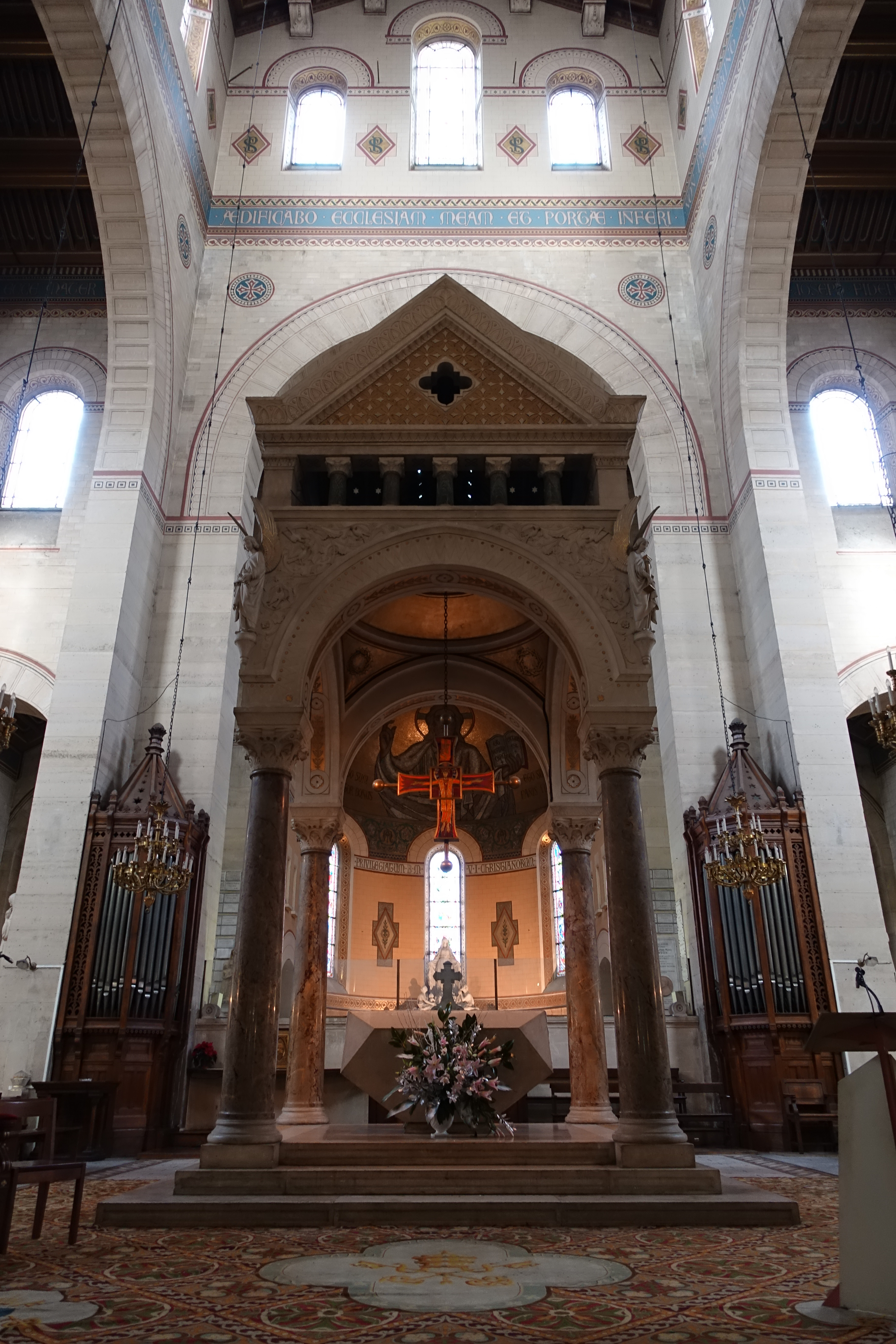
Le ciborium du chœur.
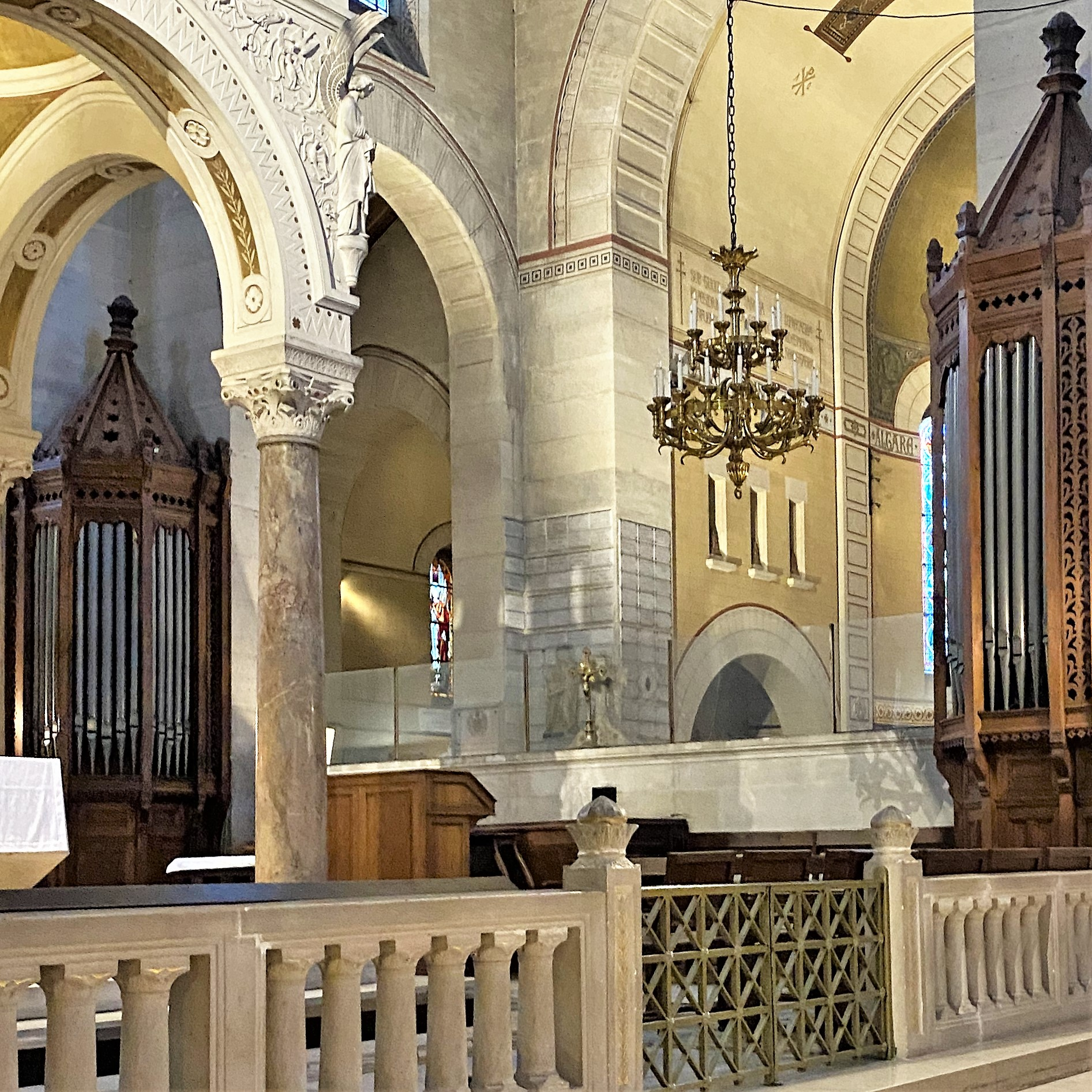
L'orgue de chœur.
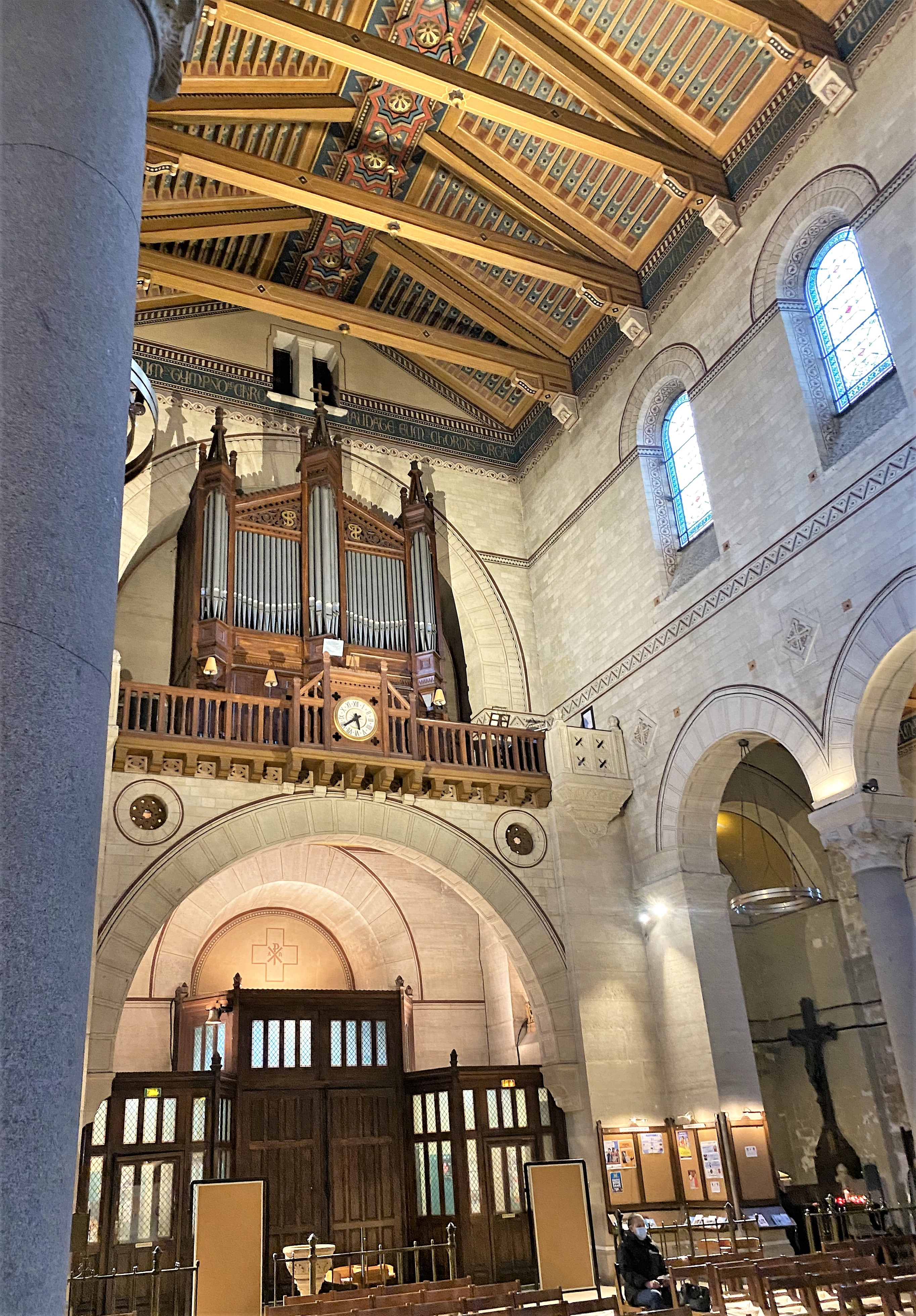
La nef et l'orgue de tribune.
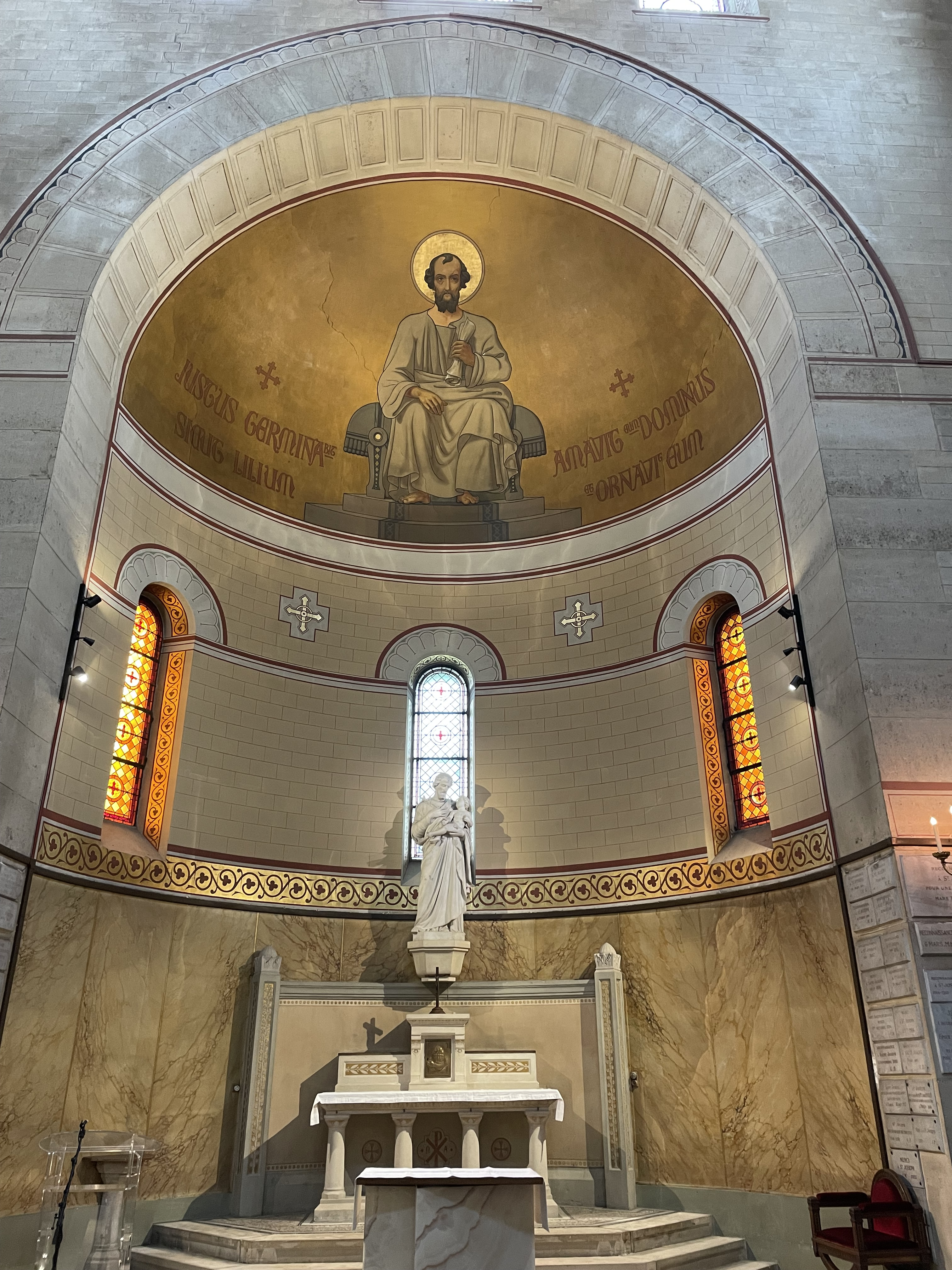
La chapelle Saint-Joseph.
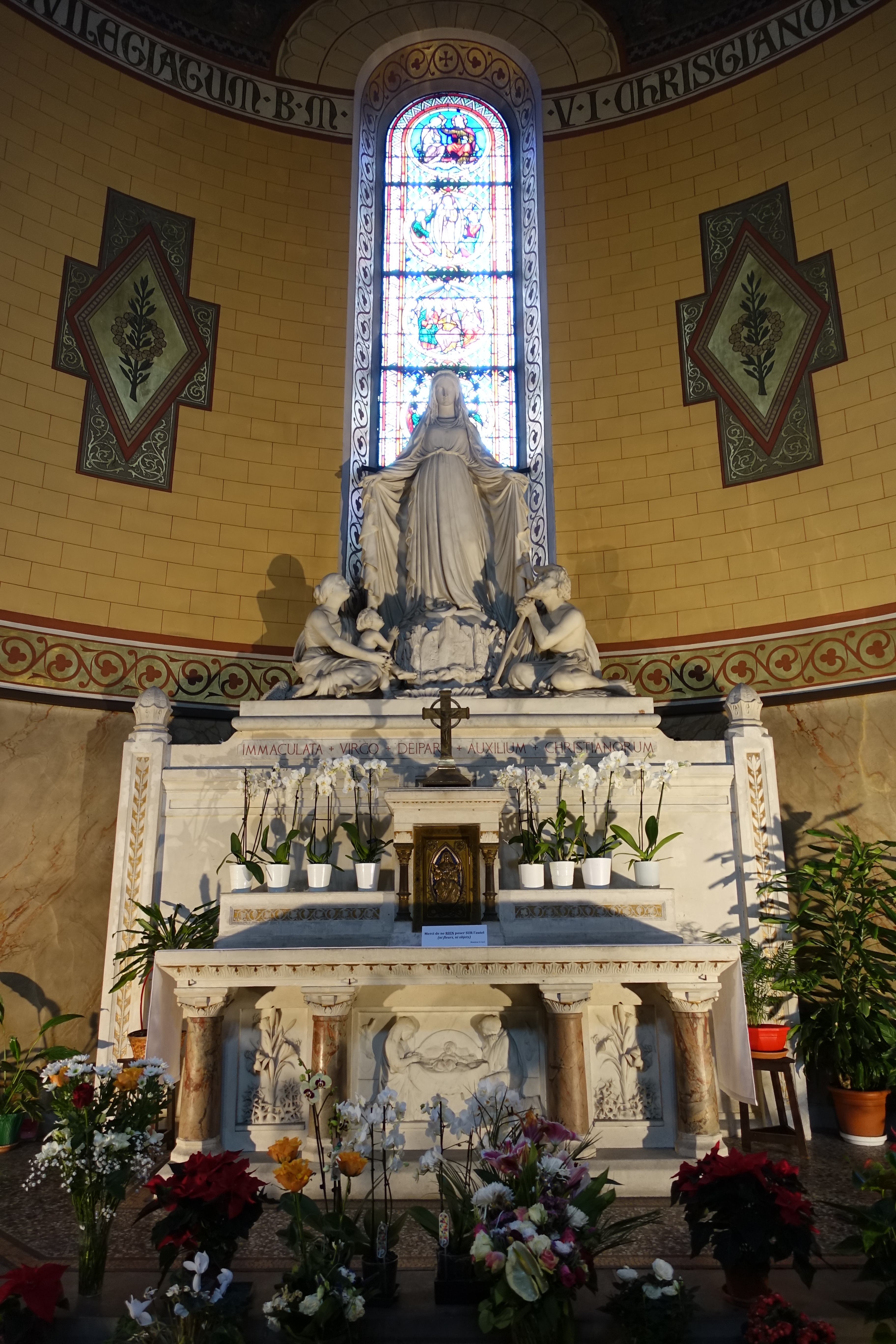
La chapelle de la Vierge.
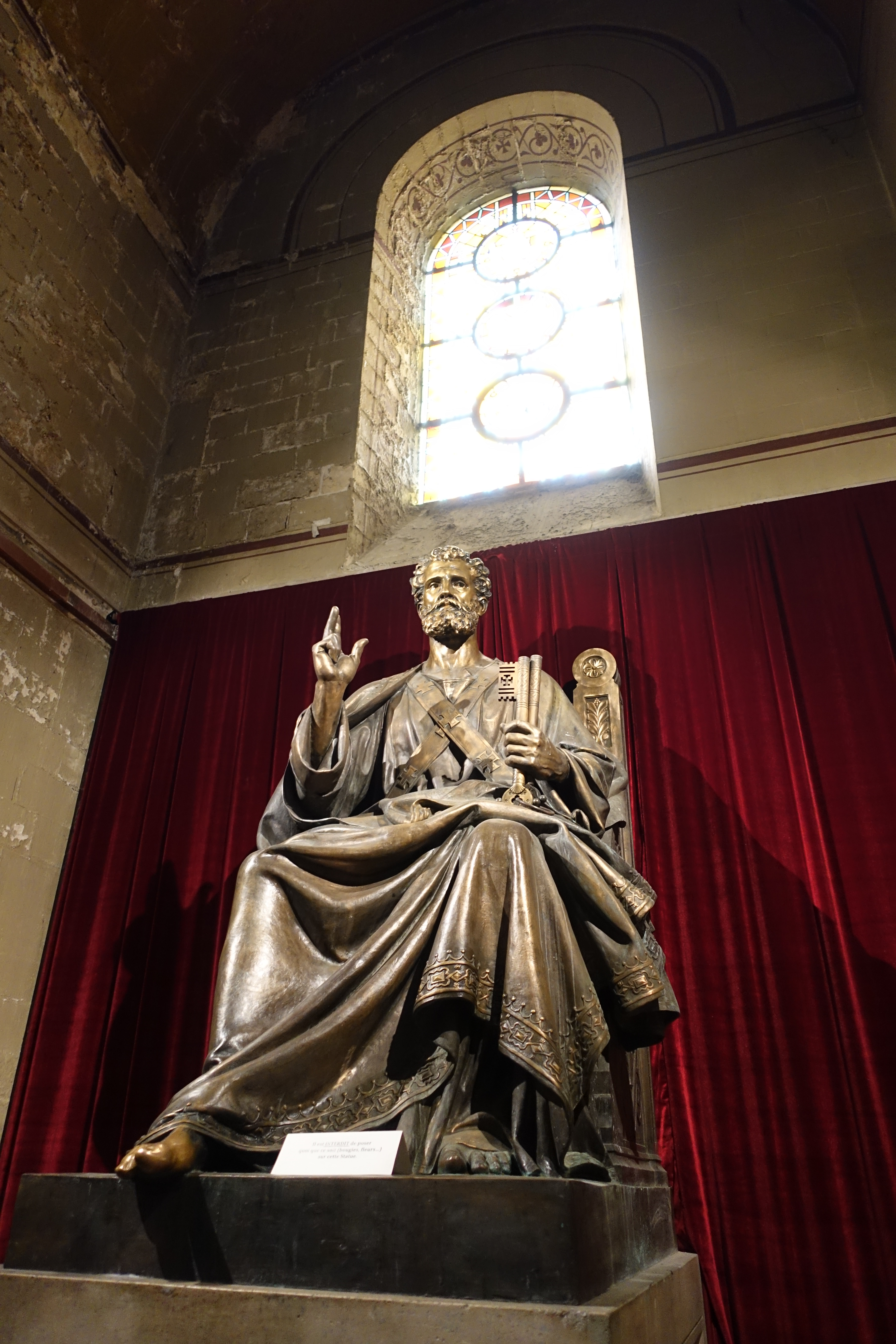
Statue de saint Pierre d'Henri-Charles Maniglier.
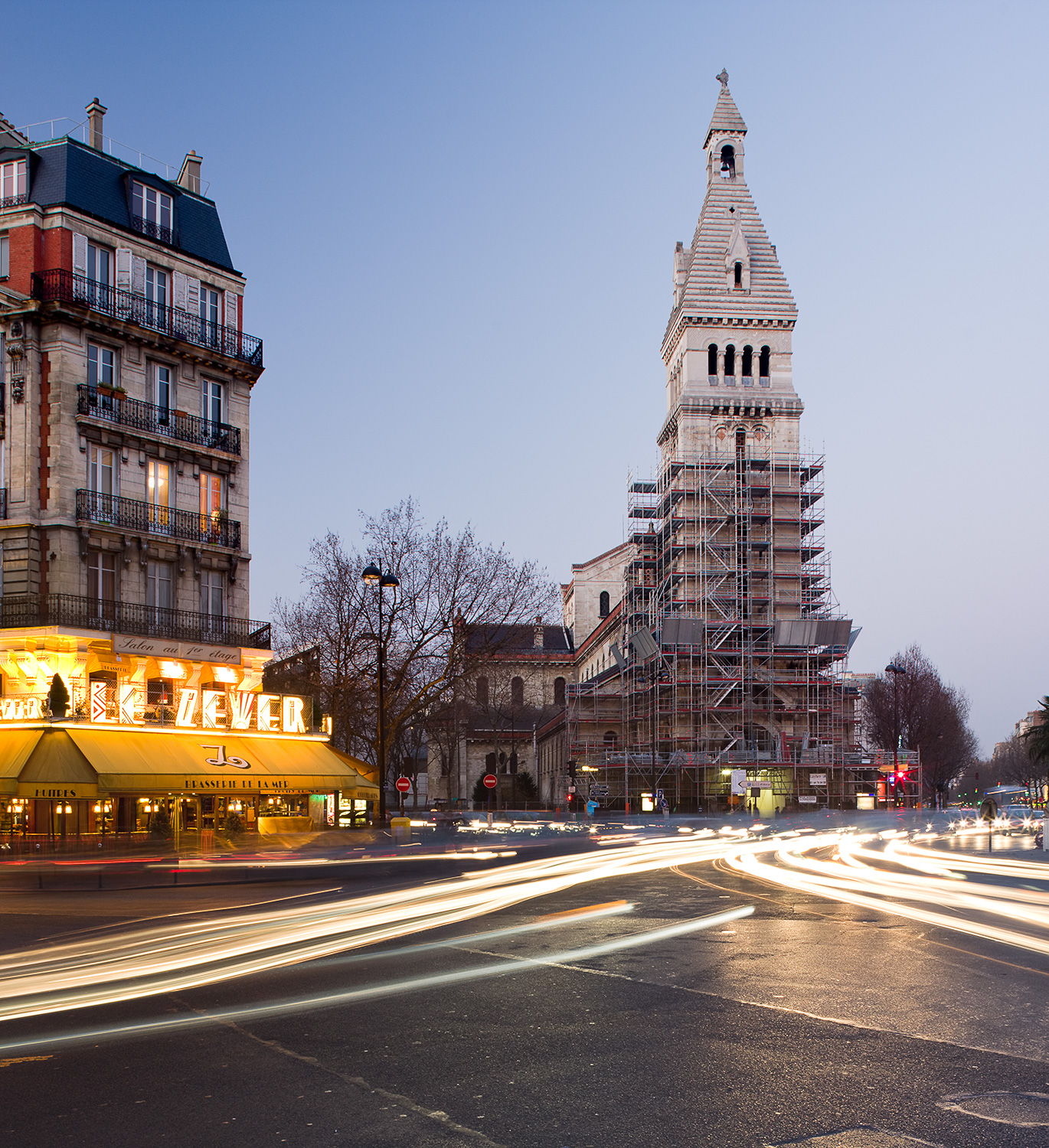
Église Saint-Pierre de Montrouge en 2008, pendant sa rénovation